# Dichelyne minutus
Dichelyne minutus is een rondwormensoort uit de familie van de Cucullanidae. De wetenschappelijke naam van de soort is voor het eerst geldig gepubliceerd in 1819 door Rudolphi.